# Gerald de Windsor

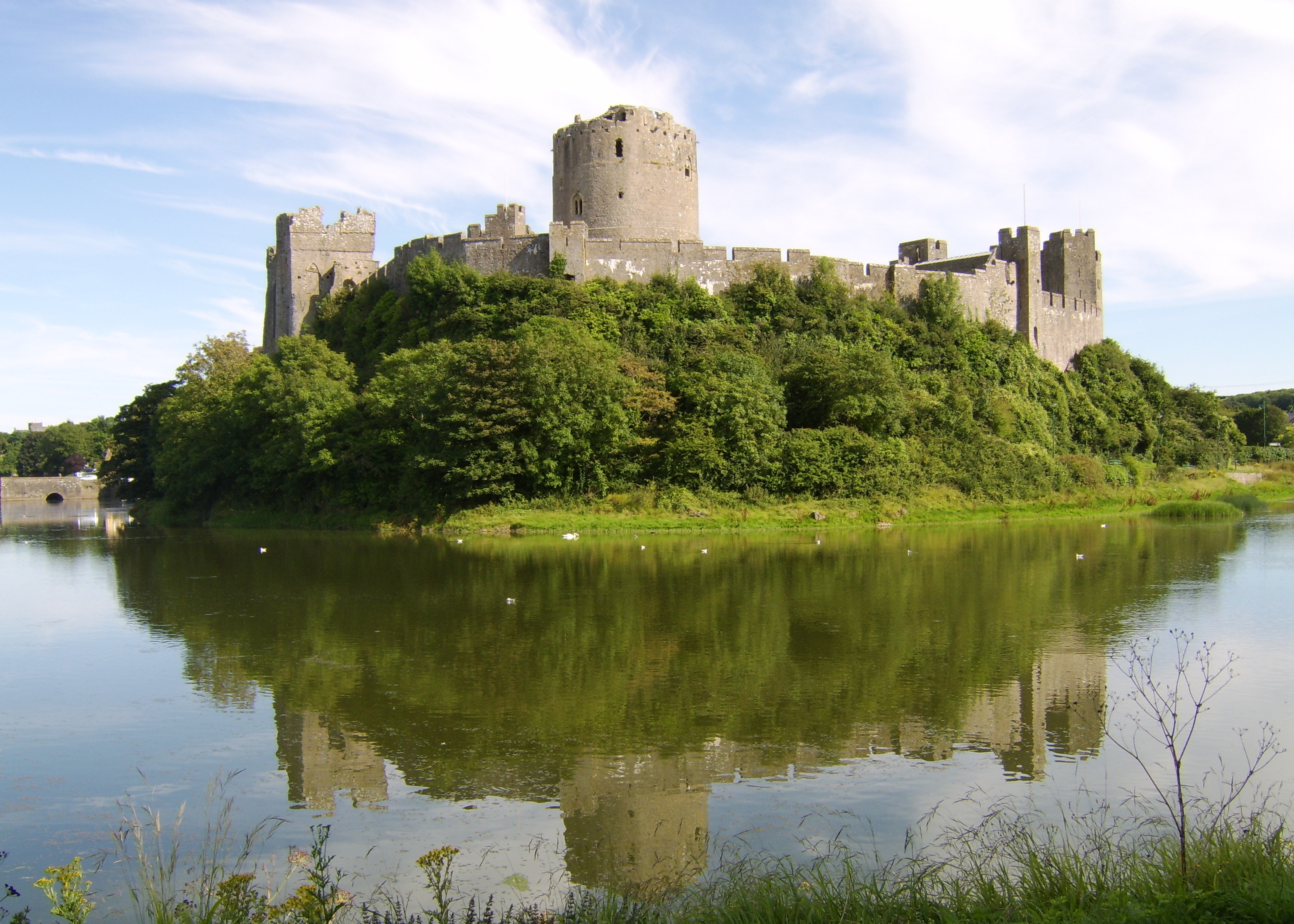
Pembroke Castillo hoy. El castillo original fue construido con tierra y madera por Arnulf de Montgomery (c. 1066–1118/22), conquistador Anglo-Normando del sur de Gales y contemporáneo de Gerald de Windsor

Gerald de Windsor (c. 1075-1135), alias Gerald FitzWalter, fue el primer castellano del castillo de Pembroke en Pembrokeshire (anteriormente parte del Reino de Deheubarth), en Gales, y estaba a cargo de las fuerzas normandas del suroeste de Gales. Fue el antepasado de las dinastías irlandesas de Fitzgerald, FitzMaurice y De Barry, que fueron elevados al estatus de nobleza de Irlanda en el siglo XIV y fue también el antepasado de la prominente familia Carew, de Moulsford en Berkshire, castillo de Carew en Pembrokeshire (en el Reino de Deheubarth) y de Mohuns Ottery en Devon (ver Barón Carew, Conde de Totnes y baronets Carew).

## Orígenes

### Padre
Gerald nació probablemente en el castillo de Windsor en Berkshire, entonces una estratégica mota castral, fortaleza y residencia real, de ahí su sobrenombre "de Windsor". Era el hijo más joven de Walter FitzOther (fl.1086, murió 1100/1116), barón feudal de Eton en Buckinghamshire (ahora en Berkshire), condestable del castillo de Windsor en Berkshire (justo en frente de Eton al otro lado del Támesis), una residencia real principal de Guillermo el Conquistador, y era teniente feudal en nombre del rey de 21 manors en los condados de Berkshire, Buckinghamshire, Surrey, Hampshire y Middlesex, así como de otros 17 manors más como mesne inquilino en los mismos condados. Walter FitzOther, como indica su apellido Fitz, era el hijo de Ohthere (latinizado Otheus), que había sido Condestable de Windsor durante el reinado de Eduardo el Confesor (1042-1066). Walter FitzOther apoyó a Guillermo el Conquistador (1066-1087), que le nombró primer castellano de Windsor y guardián del Bosque de Windsor, un importante coto de caza real.
A la muerte de su padre después de 1100, el hermano mayor de Gerald, William heredó el cargo de Condestable; su segundo hermano Robert heredó el cercano manor de Eton en Berkshire. La familia de Gerald era uno de las "familias de servicio" en las que el rey confiaba para su supervivencia.

### Madre y hermanos
La madre de Gerald se llamaba Beatrice. Gerald tuvo al menos tres hermanos mayores, William, Robert, y Maurice, y posiblemente varias hermanas.[inconsistente con otras entradas, p. ej. dinastía Fitzgerald] Compara Rhiwallon ap Cynfyn (1026–1070).

## Carrera

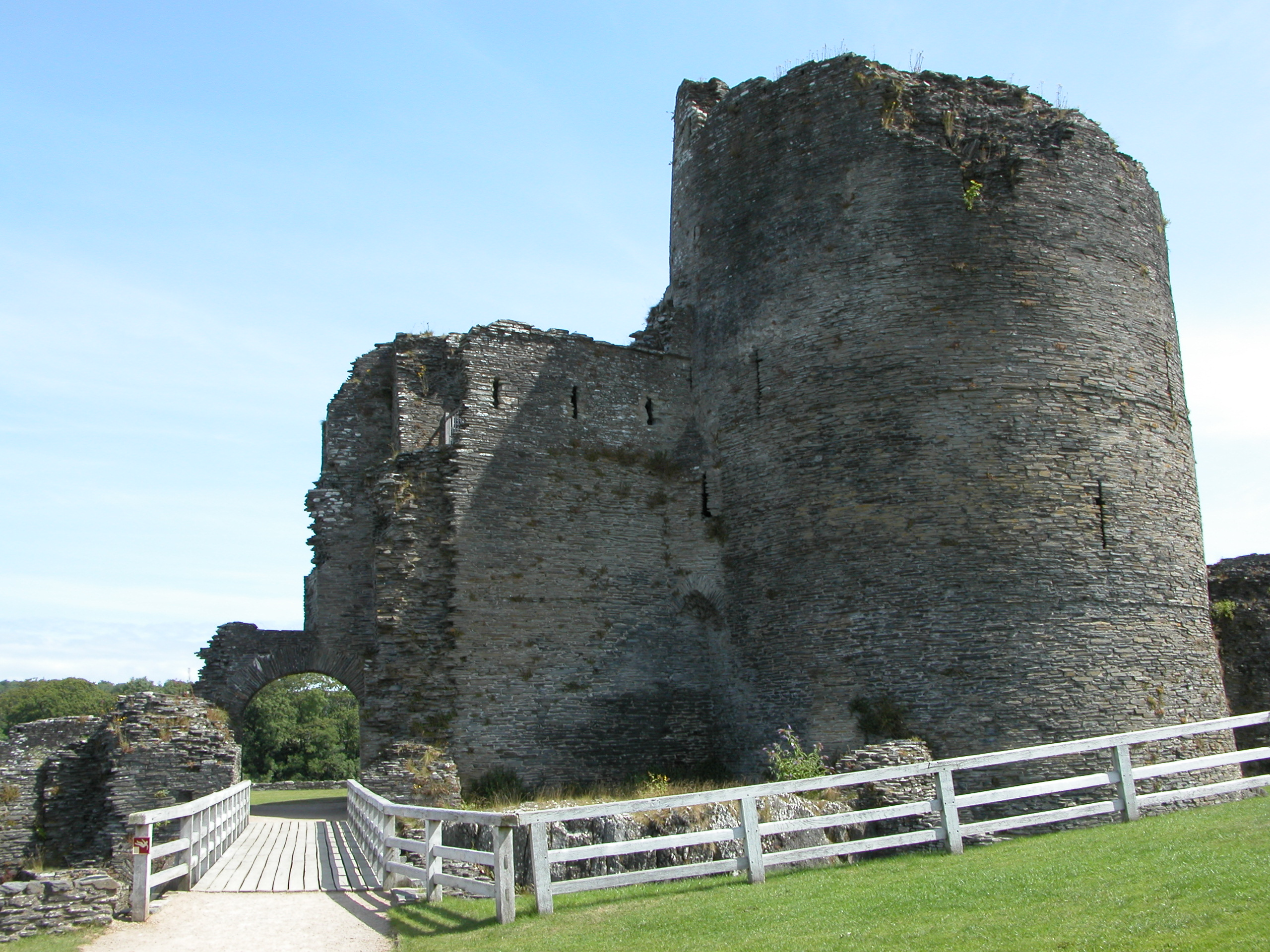
Cilgerran Castle, el posible sitio del secuestro de Nest

La muerte en batalla del suegro de Gerald, Rhys ap Tewdwr, Príncipe de Gales, y último Rey de Deheubarth en Gales ("último rey de los Britanos"), era la oportunidad para una invasión normanda generalizada del sur de Gales durante la cual Arnulf de Montgomery, hijo más joven del poderoso Roger de Montgomery, conde de Shrewsbury, salió de Shrewsbury y saqueó hacia el sur hasta Dyfed, donde construyó Pembroke Castle, en la forma de una fortaleza rudimentaria más tarde descrita por Giraldus Cambrensis (c.1146-c. 1223) (nieto de Gerald) como "fortaleza esbelta de césped y estacas. Cuando regresó a Inglaterra, Arnulf dejó la fortaleza y una pequeña guarnición a cargo de Gerald de Windsor, un hombre astuto y leal, su condestable y lugarteniente". El primer castillo de Pembroke no era muy fuerte y ofrecía poca resistencia.

En 1096, dos o tres años después del establecimiento de Pembrokeshire, se produjo una revuelta general en Gales contra el dominio normando, durante la que la defensa de Gerald del castillo de Pembroke entusiasmó a sus contemporáneos, sobre todo por sus estratagemas únicas durante su desesperada resistencias. Mientras que fortaleza tras fortaleza eran conquistadas por los galeses, el castillo de Pembroke resistió, pese al duro asedio al que fue sometido por  Uchtryd ab Edwin y Hywel ap Goronwy, que diezmaron las fuerzas de Gerald. Quince de los caballeros de Gerald desertaron por la noche y partieron en barca, ante lo cual Gerald confiscó sus propiedades y se las concedió a los anteriores seguidores de sus desertores, a los que creó caballeros. Giraldus Cambrensis describió los acontecimientos así:

"Cuándo apenas les quedaban provisiones, Gerald, que, como he dicho, era un hombre astuto, creó la impresión que aún estaban bien abastecidos y de que estaban esperando refuerzos en cualquier momento. Tomó cuatro cerdos, que era aproximadamente todo lo que tenían, los despiezó, y se los lanzó fuera sobre la empalizada a los sitiadores. Al día siguiente pensó una estrategia aún más ingeniosa. Firmó una letra con su  sello y lo hizo llegar justo en los alojamientos de Wilfred, Obispo de St David, que se hallaba casualmente en la zona. Fue recogido casi inmediatamente y el que lo halló imaginaría que había sido accidentamente dejado por uno de los mensajeros de Gerald. El motivo de la carta era que Gerald no tendría ninguna necesidad de refuerzos de Arnulf por al menos cuatro meses. Cuándo este despacho fue leído a los galeses, abandonaron inmediatamente el asedio y regresaron a sus casas."

En 1094(?) en reconocimiento de la exitosa defensa de Gerald de Pembroke, Guillermo II premió a Arnulf, el superior de Gerald, con el señorío de Demetia, y le creó Conde de Pembroke.
En 1102, antes de la revuelta de la facción de Montgomery contra Enrique I, Gerald fue a Irlanda, donde negoció el matrimonio de su señor Arnulf de Montgomery con Lafracoth, hija del rey irlandés Muircheartach Ua Briain.
Gerald de Windsor ocupó el cargo de Condestable de Pembroke Castle desde 1102. En 1108 Gerald construyó el castillo de Little  Cenarth (Cenarth Bychan), probablemente Cilgerran Castle.</Cadw Guidebook "Cilgerran Castillo, St Dogmaels Abbey">

## Posesiones
Gerald recibió el manor de Moulsford entonces en Berkshire (desde 1974 en Oxfordshire), por concesión de Enrique I (1100-1135). Moulsford pasó a la familia Carew familia de Carew Castle en Pembrokeshire, descendientes de Odo de Carrio, un hijo de William FitzGerald, hijo de Gerald de Windsor.

## Matrimonio y descendencia
Gerald se casó con Nest ferch Rhys ("Nesta") una princesa galesa, hija de Rhys ap Tewdwr, el último Rey de Deheubarth en Gales. Nest aportó como dote el manor de Carew, y Gerald eliminó el fuerte existente para construir un castillo propio al estlo normando. Tuvieron cinco hijos:
- William Fitzgerald, Lord de Carew y Emlyn
- Maurice Fitzgerald, Lord de Lanstephan
- David Fitzgerald, Obispo de St. David
- Angharad
- Gwladys

En 1109 su mujer Nesta fue secuestrada por su primo segundo Owain ap Cadwgan. Según el Brut y Tywysogion, Owain y sus hombres entraron en la residencia del matrimonio (los historiadores asumen generalmente que pudiera ser Cilgerran Castle o Little Cenarch) e incendiaron los edificios. Cuando Gerald fue despertado por el ruido, Nesta le instó a huir por el desagüe del vestidor. Owain entonces capturó a Nesta y sus hijos y se los llevó. Algunas fuentes, sin embargo, sugieren que ella se fue de buen grado.
La influencia de Gerald era tal que debido al secuestro de Nesta, Owain y su padre pronto perdieron gran parte de sus territorios en Powys. Owain tuvo que exiliarse en Irlanda y cuando regresó en 1116, fue asesinado cuando su séquito de cincuenta hombres fue atacado por Gerald cuando ambos viajaban en ayuda del rey de Inglaterra.
William, hijo de Gerald tuvo una hija llamada Isabella Le Gros, que se casó con William de Haya Walensis con quien tuvo a David y Philip Walensis. David y Philip recibieron el apellido latino Walensis ("de Gales"), y fueron los fundadores de las familias Welsh, Walsh o Wallace.
Nesta es la progenitora femenina de la dinastía FitzGerald, y a través de ella, los Fitzgerald están emparentados con la realeza galesa y la familia Tudor (Tewdwrs). Los Tudor descienden del padre de Nest, Rhys ap Tewdwr (anglicanizado "Tudor"). Enrique Tudor, Rey de Inglaterra, era descendiente patrilineal de Rhys ap Tewdwr. Consiguientemente, la descendencia de Gerald y Nest, los Fitzgerald, son primos lejanos de los Tudor ingleses.

## Muerte
Los "Annales Cambriae" registran la muerte de Owain  muerte en 1116. Como Gerald de Windsor no vuelve a aparecer en los "Anales" o en las "Crónicas de los Príncipes", la presunción es que no sobrevivió mucho tiempo a su enemigo, Owain ab Cadwgan, y que la Addenda del Conde de Kildare es errónea al fechar su muerte en 1135.